# Толкачёв, Адольф Георгиевич
Адольф Георгиевич Толкачёв (6 января 1927, Актюбинск, КазАССР — 24 сентября 1986, СССР) — советский инженер в области радиолокации и авиации, шпион, агент ЦРУ в 1979—1985 годах. Работая в советском Научно-исследовательском институте радиостроения (п/я А-1427) в качестве одного из ведущих конструкторов бюро радиолокации, Толкачёв предоставил ЦРУ полную подробную информацию по НИОКР таких изделий, как головки самонаведения авиационных управляемых ракет Р-23, Р-24, Р-33, Р-27, Р-60, ЗРС С-300; бортовые РЛС истребителей-перехватчиков МиГ-25, МиГ-29, МиГ-31 и Су-27; авиационный комплекс ДРЛОиУ А-50 и другим системам и комплексам. В 1986 году решением Верховного суда СССР Толкачёв был приговорён к расстрелу. 

## Биография
Адольф Толкачёв родился 6 января 1927 года в городе Актюбинске Казахской ССР. С 1929 года постоянно проживал в Москве. В 1948 году закончил профтехучилище и поступил на радиотехнический факультет Харьковского политехнического института, а по его окончании в 1954 году получил распределение в московский Научно-исследовательский институт радиостроения при Министерстве радиопромышленности СССР. В возрасте 30 лет женился, познакомившись с проходившей преддипломную практику в институте москвичкой Натальей Ивановной Кузьминой (1935—1991). Родители жены Софья Ефимовна Бамдас и Иван Кузьмин в 1930-х годах подверглись репрессиям, Наталья в двухлетнем возрасте оказалась в детском доме, что, по словам Толкачёва, послужило фактором, подтолкнувшим семейство Толкачёвых к нелояльности советскому режиму.
Толкачёв имел достаточно высокую заработную плату по сравнению со многими другими советскими гражданами — около трёхсот пятидесяти рублей в месяц. Он жил в высотном доме рядом с посольством Соединённых Штатов Америки, что позволяло ему впоследствии под видом обычных прогулок встречаться с резидентом американской разведки в СССР

## Сотрудничество Толкачёва со спецслужбами США
Начиная с сентября 1978 года, Адольф Толкачёв пытался установить контакт со спецслужбами США, однако в то время все контакты с агентурой были временно законсервированы, поэтому встретиться с резидентом ЦРУ США в СССР удалось лишь 1 января 1979 года. Когда резидент спросил у Толкачёва, какой была его мотивация, он ответил, что является «диссидентом в сердце» и сможет содействовать врагам СССР благодаря своему доступу к секретным данным. Впоследствии он писал:
…Я могу только сказать, что значимую роль во всём этом сыграли Солженицын и Сахаров, хотя я с ними не знаком и прочитал только книгу Солженицына, опубликованную в Новом Мире. Какой-то внутренний червь стал мучить меня, что-то нужно было делать. Я стал писать короткие листовки, которые планировал отправлять по почте. Но позднее, поразмыслив глубже, понял, что это бессмысленная затея. Устанавливать контакт с диссидентскими кругами, имевшими связи с иностранными журналистами, казалось мне неразумным по причине моего места работы. Я имел доступ к совершенно секретным документам. Достаточно малейших подозрений, и я был бы полностью изолирован или ликвидирован. Таким образом, родился план, который я осуществил. Я избрал путь, который не позволяет мне вернуться назад и я не намерен сворачивать с этого пути. Мои действия в будущем зависят от моего здоровья и изменений в характере моей работы. Касаясь вознаграждения, то я не стал бы устанавливать контакт ни за какие деньги, к примеру, с китайским посольством. Но, что же касается Америки? Может быть, она околдовала меня и я, с ума сошедши, люблю её? Я не видел вашу страну своими собственными глазами и не полюбил её заочно. У меня нет достаточной фантазии или романтизма. Как бы там ни было, основываясь на некоторых фактах, у меня сложилось впечатление, что я предпочёл жить бы в Америке. Это одна из главных причин, почему я предложил вам своё сотрудничество. Но я не альтруист-одиночка. Вознаграждение для меня есть не только деньги. Это, что даже значительно больше, оценка значения и важности моей работы…
С января 1977 года по февраль 1978 года Толкачёв пять раз пытался приблизиться к машинам с американскими дипломатическими номерами в Москве, по совпадению приблизившись к главе московского бюро ЦРУ Гарднеру Хэтэуэю на заправочной станции, но ЦРУ опасалось контрразведывательных операций КГБ. С пятой попытки ЦРУ поручило русскоязычному офицеру по имени Джон И. Гилшер установить с ним контакт. В конце концов Толкачёв доказал свою добросовестность с помощью данных разведки, которые оказались «неисчислимой ценностью» для американских экспертов. Инициативнику был присвоен псевдоним Sphere («Сфера»). ВВС США полностью изменили курс на пакет электроники стоимостью 70 миллионов долларов для F-15 Eagle в результате анализа полученной от Толкачёва информации, хотя историк Бенджамин Б. Фишер говорит, что это была «прогнозируемая общая стоимость, а не экономия средств».
Толкачёв сопротивлялся использованию традиционных методов ЦРУ, включая тайники и радио. Он предпочитал личные встречи, так как любил встречаться с агентами. Во время посещений ему также давали лекарства и проводили медицинские осмотры. Газета, связанная с КГБ, позже написала, что ЦРУ проявило большую заботу о Толкачёве и что то, как они обращались с ним, было «трогательным».
Толкачёв обнаружил, что многие процедуры, предоставленные ЦРУ, были неэффективными и рисковали выдать его. Толкачёв разработал множество различных способов обхода советской безопасности, несмотря на рутинные изменения, которые мешали его деятельности. Он неоднократно обнаруживал бреши в системе безопасности, находя способы ознакомления с документами, не оставляя своих данных, а также находя способы отнести документы домой или в те части учреждения, где у него был доступ к лучшему освещению и большей конфиденциальности. Когда камеры, предоставленные ЦРУ, не сработали должным образом, Толкачёв придумал способ использовать гражданскую камеру. Он разработал свои собственные процедуры, которые значительно повысили производительность и качество его работы. Только на одной встрече он предоставил почти 200 рулонов пленки и более 150 рулонов на другой встрече. Он также включил подробные примечания и пояснения к информации на фотографиях, чтобы облегчить понимание документов.
Сначала Толкачёв отказался от любых платежей за свои услуги, зная, что они вызовут подозрения. Он попросил материалы для художников, музыку и другие предметы для своего сына. Поскольку он сам не принимал платежей, символические платежи были переведены на зарубежный счет в знак благодарности. Толкачёв отказался уезжать из Советского Союза, потому что его жена считала, что будет скучать по дому. В конце концов он потребовал, чтобы проценты с его счетов выплачивались ему в рублях, чтобы он мог попытаться подкупить любых сотрудников, которые могли обнаружить его деятельность. На случай неудачной попытки подкупа Толкачёв запросил таблетку цианида, чтобы покончить жизнь самоубийством в случае его задержания, чтобы не позволить КГБ получить от него какие-либо показания в результате его допроса. Платежи были произведены, хотя Толкачёв знал, что никогда не сможет получить доступ к оставшимся средствам. Он проявлял инициативу несмотря на то, что было в его соглашении об услугах ЦРУ, и предоставлял информацию в любое время, когда она становилась ему доступна, а не только тогда, когда он должен был получить компенсацию или уход.
На протяжении шести лет своей деятельности Адольф Толкачёв сумел передать Соединённым Штатам Америки информацию, касающуюся 54 совершенно секретных разработок, в том числе новейших систем управления самолётов «МиГ» и приборов для обхода радиолокационных станций. На 35-мм фотоплёнку фотоаппарата Pentax, прикреплённого к стулу у себя дома, он фотографировал вынесенные им из лаборатории совершенно секретные документы, а затем передавал эту плёнку и печатные материалы в руки американских разведчиков. Взамен этого он, помимо собственно денежных средств, требовал от своих кураторов импортные лекарства, книги, аудиотехнику и кассеты с записями модных западных эстрадных исполнителей для своего сына. 
За период своей деятельности Толкачёв получил в общей сложности 789 500 рублей, а также порядка двух миллионов долларов США, которые были аккумулированы на иностранном депозитном счёте на случай его бегства за границу. Деньги ЦРУ подлежали аккумулированию на открытом на имя Толкачёва в американском банке эскроу-счете под 8,75% процентов годовых. Счет эскроу (escrow) – это депонирование в банке денежной суммы на имя другого лица с тем, чтобы она была выдана ему лишь при наступлении некого условия. В случае Толкачёва таким условием было его бегство за границу.
     В декабре 1980 г. Толкачёв попросил, чтобы проценты от депонированной суммы выдавалось ему в рублях по курсу чёрного рынка в СССР в конце каждого года сотрудничества. За неполные шесть лет шпионской деятельности (1979-1985 гг.) Толкачёв получил от американцев 789 500 советских рублей наличными, и около двух миллионов долларов США оказались депонированы на его имя в США.
Толкачёв осознавал опасность разоблачения и, несмотря на свои огромные финансовые возможности, старался жить, ничем не привлекая внимания. Из всех богатств у него были лишь ВАЗ-2101 и загородная дача. Возможно, именно в этом и была причина столь долгой его деятельности.

## Провал. Арест, следствие и суд
Выйти на след Толкачёва сотрудникам шестого управления КГБ СССР удалось абсолютно случайно. В 1985 году Эдвард Ли Ховард, уволенный из ЦРУ, перешёл на сторону СССР и выдал КГБ массу совершенно секретных сведений, в том числе и имя Адольфа Толкачёва. По другим сведениям, информацию о нём передал СССР Олдрич Эймс в мае 1985 года.
9 июня 1985 года Толкачёв был арестован в результате операции контрразведчиков «Радист» под руководством полковника группы «А» 7-го Главного управления КГБ СССР Владимира Зайцева, а 13 июня был арестован его связной американский дипломат Пол Строумбах. На следствии Толкачёв во всём признался и просил советское руководство не выносить ему смертный приговор.
В 1986 году Верховный Суд СССР рассмотрел дело Адольфа Толкачёва, признал его виновным в совершении преступления, предусмотренного статьёй 64 часть «а» Уголовного кодекса РСФСР и приговорил к высшей мере наказания — смертной казни через расстрел с конфискацией имущества. 
24 сентября 1986 года приговор в отношении Адольфа Толкачёва был приведён в исполнение.

## Семья
Жена (с 1957 по 1986) — Наталья Ивановна Толкачёва (в девичестве Кузьмина, 1935—1991), окончила МЭИ, с 1955 года работала в НИИР специалистом по антенному оборудованию. В 1986 году за недоносительство была приговорена к трём годам колонии, освобождена по амнистии в 1987 году и вплоть до своей смерти от онкологического заболевания в 1991 году жила и работала в Москве диспетчером котельной. Тесть — Иван Кузьмин (ум. 1956), работал главным редактором отраслевой газеты "Лёгкая индустрия", тёща — Софья Ефимовна Бамдас (расстреляна в 1937), работала начальником сектора сводного планирования в Наркомате лесной промышленности СССР.
- Сын — Олег Адольфович Толкачёв (род. в мае 1965), с детства болел бронхиальной астмой. На момент ареста отца учился в Московском архитектурном институте.

## Документальные фильмы
- В 2007 году о шпионской деятельности Толкачёва был снят документальный фильм «Ампула с ядом» (из цикла «Шпионы и предатели»).
- О Толкачёве также рассказывается в одной из серий цикла «Предатели» (с Андреем Луговым, 2014).
- В 2015 году писатель Дэвид Э. Хоффман опубликовал книгу «Шпион на миллиард долларов» о жизни Толкачёва.
- 24 августа 2019 года на телеканале «Звезда» вышел выпуск передачи «Нефакт!» с Араратом Кещяном, посвящённый Толкачёву.
- В 2022 году ООО «ПродюсерЦентр» по заказу АО «ТВ Центр» был снят документальный фильм «Следствие ведет КГБ. Шпион на миллиард долларов».

## Кинематограф
- В 2018 году на Первом канале вышел телесериал «Операция „Сатана“», основанный на истории Адольфа Толкачёва (в сюжете переименован в Сергея Медникова). Главную роль исполнил актёр Владимир Ильин. Время действия было перенесено в 1975 год.